# Рева Володимир Сергійович
Володи́мир Сергі́йович Ре́ва (нар. 25 вересня 1958, Жмеринка, Вінницька область, Українська РСР, СРСР) — радянський футболіст та український футбольний тренер, відомий перш за все завдяки роботі у вінницькій «Ниві», ФК «Тирасполь» та жіночій збірній України.

## Життєпис
Володимир Рева народився у Жмеринці. Виступав за юнацьку команду вінницького «Локомотива». На професійному рівні грав за сумський «Фрунзенець» та черкаський «Дніпро», що виступали у другій лізі чемпіонату СРСР.
У 1980 році отримав диплом Київського інституту фізичної культури за спеціальністю «Тренер-викладач з футболу». Із 1982 по 1984 рік працював тренером вінницького КФК «Темп». У 1985—1994 роках був директором ДЮСШ «Темп». Протягом наступних п'яти років виконував функції тренера-селекціонера і асистента головного тренера у вінницькій «Ниві», входив до тренерського штабу юнацьких збірних України різних віків.
У 2000 та 2001 роках очолював вінницьку команду, що незадовго до того змінила назву на футбольний клуб «Вінниця». В 2001 році працював з «Ковель-Волинь-2», після чого знову повернувся до Вінниці, де провів наступні два сезони.
Із 2004 по 2006 рік входив до тренерського штабу футбольного клубу «Тирасполь», а з 2006 по 2008 рік безпосередньо очолював клуб, разом із яким брав участь у Кубку УЄФА та Кубку Інтертото. Отримав міжнародну тренерську ліцензію PRO, проходив стажування у відомих європейських клубах — «Феєнорді» (Нідерланди), «Герті» і «Баварії» (обидва — Німеччина).
У березні 2009 року Володимира Реву було призначено головним тренером хмельницького «Динамо», однак вже у червні його дороги з клубом розійшлися, не зважаючи на позитивні результати команди під проводом Реви. Працював завідувачем відділу спорту ФСТ «Колос» у Вінниці.
У 2010 році Володимир Рева стояв у витоків створення футбольної академії «Скала» (Моршин), вершиною якої стала команда другої ліги, яку Володимир Сергійович очолював до травня 2013 року. Після завершення роботи у «Скалі», відгукнувся на пропозицію губернатора Сумської області щодо створення футбольного центру «Барса», у якому працював протягом 2013—2014 років.
У 2015 році виграв конкурс на посаду головного тренера збірної України серед дівчат віком до 15 років, з якою працював протягом чотирьох місяців, після чого став переможцем чергового конкурсу і очолив жіночу збірну України з футболу. Паралельно з роботою в жіночому футболі працював над відродженням вінницької «Ниви».
15 жовтня 2018 року Виконком ФФУ визнав виступи жіночої збірної України у відборі до чемпіонату світу 2019 року незадовільними та вирішив припинити співпрацю з Володимиром Ревою.

## Сім'я
- Дружина Наталія[2]
- Сини — Олексій та Сергій (1988 р.н.; український футболіст, півзахисник)[3]
- Донька — Ольга